# NGC 6179
NGC 6179 est une lointaine galaxie lenticulaire compacte située dans la constellation d'Hercule. Sa vitesse par rapport au fond diffus cosmologique est de 11 233 ± 4 km/s, ce qui correspond à une distance de Hubble de 166 ± 12 Mpc (∼541 millions d'al). NGC 6179 a été découverte par l'astronome irlandais R. J. Mitchell en 1855.